# Adelheid Morath
Adelheid Morath (nascida em 2 de agosto de 1984) é uma ciclista alemã que compete em provas de mountain bike. Nos Jogos Olímpicos de Londres 2012, competiu na prova de cross-country, na Hadleigh Farm, terminando em décimo sexto lugar. Também competiu em Pequim 2008, terminando em décimo oitavo na mesma prova.